# La reina María Luisa con traje de corte
María Luisa de Parma en traje de corte es un retrato de 1799-1800 de María Luisa de Parma, esposa de Carlos IV de España, realizado como pendant o pareja de un retrato de su marido como coronel de la Guardia de Corps. Durante mucho tiempo se pensó que ambas obras eran una copia de una obra autógrafa de Francisco de Goya, pero ahora han sido reatribuidas definitivamente como obras autógrafas del propio Goya. Copias de las dos obras acabaron siendo enviadas a la hija del matrimonio María Isabel de Borbón, y ambas se encuentran ahora en el Museo Nacional de Capodimonte en Nápoles.
Se muestra a la reina de pie a tamaño natural, ligeramente girada a la derecha, sobre un fondo oscuro y neutro en contraste con el piso claro. Viste un elegante y rico vestido de manga corta en seda y gasa, a la última moda, estilo imperio, en tonos blancos y grises, luciendo la banda e insignia de su propia Orden, que ciñe bajo el pecho a modo de cinturón. Lleva un tocado en forma de turbante con una pluma, dos collares de gruesas perlas, anillos, pulseras y grandes aretes, escarpines blancos y sostiene un abanico cerrado en la mano derecha, signo de autoridad femenina según las convenciones del momento, equivalente al cetro masculino.